# Haze (videogioco)
Haze è un videogioco di sparatutto in prima persona sviluppato da Free Radical Design ed è stato annunciato all'E³ 2006. Il gioco è un'esclusiva PlayStation 3, è stato pubblicato il 20 maggio negli Stati Uniti il 22 maggio 2008 in Giappone e il 23 maggio 2008 in Europa.

## Trama
Haze è ambientato nel futuro. I governi dei maggiori Paesi hanno deciso di assegnare tutte le operazioni militari a delle corporazioni multinazionali private.
Siamo nel 2048, nella regione di Boa, a bordo del "Mammut" della Mantel Global Industries, una specie di portaerei semovente che funge anche da base nella regione. Il protagonista, il sergente Shane Carpenter, si è arruolato nella corporazione Mantel subito dopo il college per combattere per la giusta causa, aiutare gli innocenti e porre fine alle sofferenze nel mondo; questa è la sua prima missione come sergente.
A bordo del Mammut, l'atmosfera è informale e spensierata; qui Shane conosce il sergente Morgan Duvall, suo coetaneo con lo stesso grado ma con più esperienza. Duvall è molto rispettato e conosciuto, e gli presenta il resto della squadra: il caporale Adrian Teare, istruito ma impacciato, il forzuto caporal maggiore Francis Peshy ed il suo migliore amico caporal maggiore Bobby "Chiodo" Daily, una coppia molto estroversa. Grazie a un arsenale high-tech di veicoli e armi letali, oltre al supporto di nuove tecnologie mediche, gli efficienti e spietati soldati della Corporazione Mantel sono i più temuti da terroristi, dittatori e da tutti i nemici politici. Inoltre ai soldati viene somministrato un “Nettare” speciale che li rende fisicamente più forti, ma più feroci e senza scrupoli in battaglia, oltre al fatto di offuscare la mente.
Il primo incarico conduce il protagonista in un Paese del Sud America devastato dalla guerra, dove la squadra Mantel viene inviata per eliminare una pericolosa fazione ribelle chiamata “The Promise”. In un primo momento, tutto sembra procedere bene, ma ben presto le cose inizieranno ad apparire sempre più incomprensibili. Shane finirà con scoprire gli effetti devastanti del Nettare, e che i ribelli stanno dalla parte giusta, finendo col rinnegare la Mantel e divenendo lui stesso un ribelle.

## Modalità di gioco
Il gioco permette di giocare sia in cooperativa online che in modalità split screen in quattro giocatori. L'equipaggiamento è esteso e vario: potremo utilizzare le nostre “super” armi e quelle tradizionali dei ribelli. Si presenterà inoltre l'opportunità di utilizzare svariati mezzi capaci di arricchire ulteriormente l'esperienza di gioco. Una caratteristica importante è data dalla realizzazione stessa della giungla la quale, grazie ai ripari che ci potrà offrire, garantirà la possibilità di affrontare buona parte dell'avventura in maniera stealth e, ad ogni modo, fornirà molti ripari naturali durante i frequenti scontri a fuoco.
Se da un lato Haze si propone infatti come uno sparatutto in soggettiva solido e decisamente ben costruito, dall'altro non si può non constatare una cronica mancanza di innovazione o particolari tratti distintivi. Difatti, sembra che il titolo Ubisoft abbia poco o nulla per restare veramente impresso nella mente giocatore, complice anche un'ambientazione trita e ritrita (la giungla), una carnet di armi decisamente convenzionale oltre ad una serie di poteri speciali (dovuti alle iniezioni di “Nectar”) che ricordano in maniera troppo marcata quanto visto ed apprezzato in altri illustri esponenti del settore (Far Cry in primis)..

## Sviluppo
Haze è stato annunciato per la prima volta all'E³ 2006. Il motore grafico Conspire, appartiene ad Ubisoft ed è stato sviluppato appositamente per il gioco: anche se l'acquisto di un motore grafico può ridurre i tempi di sviluppo, il team ha scelto di creare il proprio motore grafico al fine di avere più libertà sulle caratteristiche di gioco e di design. Secondo le dichiarazioni degli sviluppatori, il motore grafico fornisce vari effetti grafici e supporta il Real Time Lighting, mentre il gioco gira a 30 fps stabili senza alcun tempo di caricamento o scene di intermezzo.
La celebre rock band dei Korn ha composto e registrato un brano inedito dedicato al prossimo titolo di Ubisoft, Haze. Il brano sarà trasmesso via radio e in video a partire da fine novembre, in occasione del lancio del gioco stesso. Il singolo, intitolato “Haze”, è disponibile per l'acquisto nei più importanti siti di download di musica digitale.
Il gioco doveva uscire inizialmente simultaneamente su PlayStation 3, Xbox 360 e PC nell'Estate 2007. Tuttavia, la data di uscita è stata rinviata a novembre 2007, ma all'E³ del 2007 è stato annunciato l'esclusività di Haze per la piattaforma PlayStation 3.
Le versioni Xbox 360 e PC di Haze sono state annullate.
Nel gennaio 2008, la data d'uscita è stata nuovamente rinviata a tempo indeterminato nel corso dell'anno fiscale 2008. La data di rilascio del gioco è stata spostata nel corso dell'anno fiscale 2008, ovvero nel periodo compreso tra il 1º aprile 2008 ed il 31 marzo 2009. I motivi di questo rinvio restano ancora sconosciuti.
Ubisoft ha confermato che il titolo non sarà un multipiattaforma, ma rimarrà esclusiva PlayStation 3.
Il gioco avrà numerosi contenuti scaricabili attraverso il PlayStation Store.
Il 15 aprile 2008 è stata annunciata la data di uscita ufficiale del gioco, il 22 maggio 2008. Inoltre è stata anche rivelata una demo, uscita sul PlayStation Store il 6 maggio in occasione del PlayStation Day.

## Armi e veicoli
- Fucile d'Assalto B72: mitragliatrice da 30 colpi.
- Lobo: potente Fucile che spara raffiche di 3 proiettili.
- Oso: fucile a pompa a 8 colpi.
- Dragón della Gente: lanciafiamme.
- Mano del Dios: Mitragliatrice pesante.
- Doppietta da Guerra D118: fucile tattico a 6 colpi.
- Fucile di Precisione B72: fucile da cecchino.
- Sparachiodi: fucile di precisione dei ribelli.
- Lanciarazzi 387L: lanciarazzi a 5 munizioni.
- Pistola D6: pistola d'assalto.
- Lingua Tagliente: pugnale.
- Granata a frammentazione: bomba a mano.
- Bomba al Nettare: bomba a mano che una volta esplosa emette una nuvola tossica.
- Buggy: Jeep a 4 posti con mitragliatrice pesante.
- Mulo: Quad-bike.
- Camion dei ribelli: pick-up con mitragliatrice pesante.

## Doppiaggio
Di seguito è elencato il doppiaggio del videogioco. 
| Personaggio     | Doppiatore      |
| --------------- | --------------- |
| Shane Carpenter | Renato Novara   |
| Voci ribelli    | Gianluca Iacono |

## Accoglienza
Haze è stato oggetto di più recensioni, venendo comunque accolto in maniera fredda dalla critica e ottenendo solo alcuni voti positivi tra i quali spiccano il 7.1 su 10 di PSM3, il 34 su 40 della rivista giapponese Famitsū e il 9 su 10 di PSM. Da PSM viene fatto notare l'ottimo e innovativo sistema di controllo, la trama appassionante ma anche i dettagli grafici non molto buoni. Altri particolari negativi riguardano la brevità della campagna giocatore singolo, la poca consistenza della trama e la presenza di numerose imperfezioni tecniche.
| Pubblicazione | Voti   |
| ------------- | ------ |
| Famitsū       | 34/40  |
| Game Informer | 6.25   |
| GameSpot      | 6/10   |
| PSM3          | 7.1/10 |
| IGN           | 4.5/10 |
| Eurogamer     | 4/10   |
| X-Play        | 2/5    |
| GameSpy       | 2/5    |
| Metacritic    | 55%    |
| GameRankings  | 57%    |